# Дюрнинген
Дюрнинге́н (фр. Durningen) — коммуна на северо-востоке Франции в регионе Гранд-Эст (бывший Эльзас — Шампань — Арденны — Лотарингия), департамент Нижний Рейн, округ Саверн, кантон Буксвиллер. До марта 2015 года коммуна административно входила в состав упразднённого кантона Трюштерсайм (округ Страсбур-Кампань).
Площадь коммуны — 4,02 км², население — 598 человек (2006) с выраженной тенденцией к росту: 652 человека (2013), плотность населения — 162,2 чел/км².

## Население
Население коммуны в 2011 году составляло 648 человек, в 2012 году — 645 человек, а в 2013-м — 652 человека.
| 1962 | 1968 | 1975 | 1982 | 1990 | 1999 | 2006 | 2008 | 2011 | 2012 | 2013 |
| ---- | ---- | ---- | ---- | ---- | ---- | ---- | ---- | ---- | ---- | ---- |
| 263  | 262  | 291  | 341  | 444  | 590  | 598  | 598  | 648  | 645  | 652  |

Динамика населения:

## Экономика
В 2010 году из 448 человек трудоспособного возраста (от 15 до 64 лет) 326 были экономически активными, 122 — неактивными (показатель активности 72,8 %, в 1999 году — 79,2 %). Из 326 активных трудоспособных жителей работали 309 человек (165 мужчин и 144 женщины), 17 числились безработными (шестеро мужчин и 11 женщин). Среди 122 трудоспособных неактивных граждан 60 были учениками либо студентами, 46 — пенсионерами, а ещё 16 — были неактивны в силу других причин.

## Достопримечательности (фотогалерея)

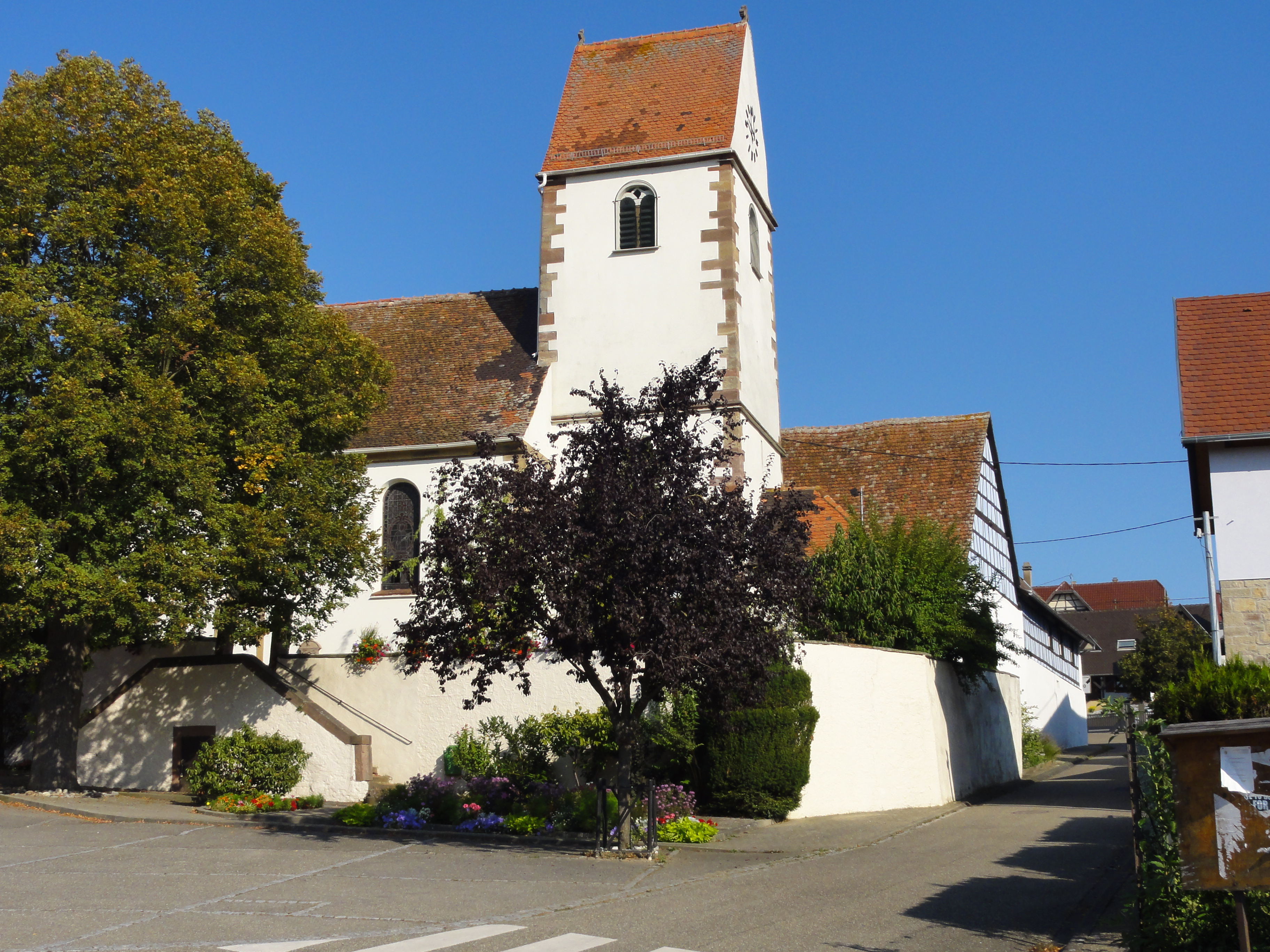
Церковь
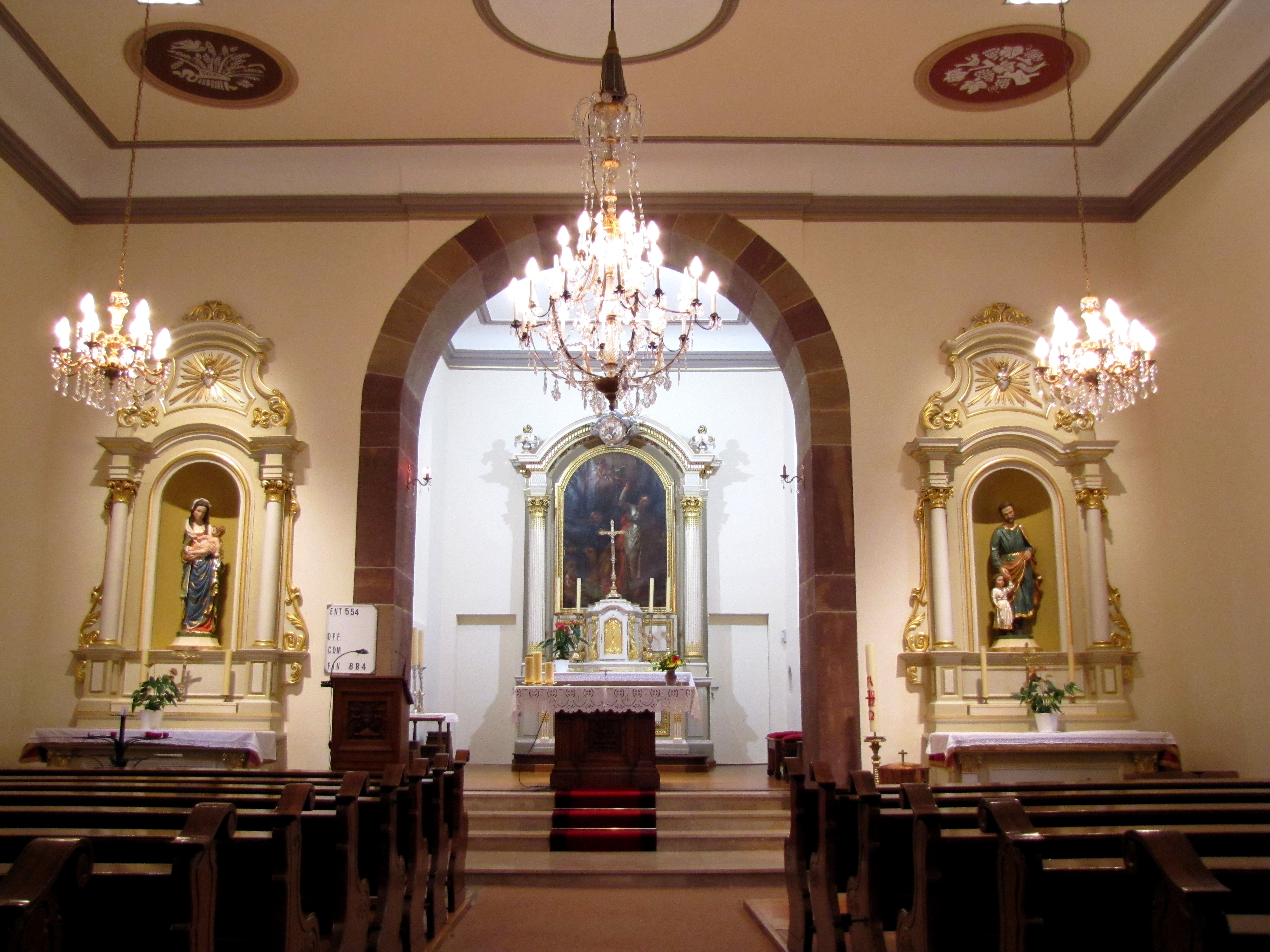
Интерьер
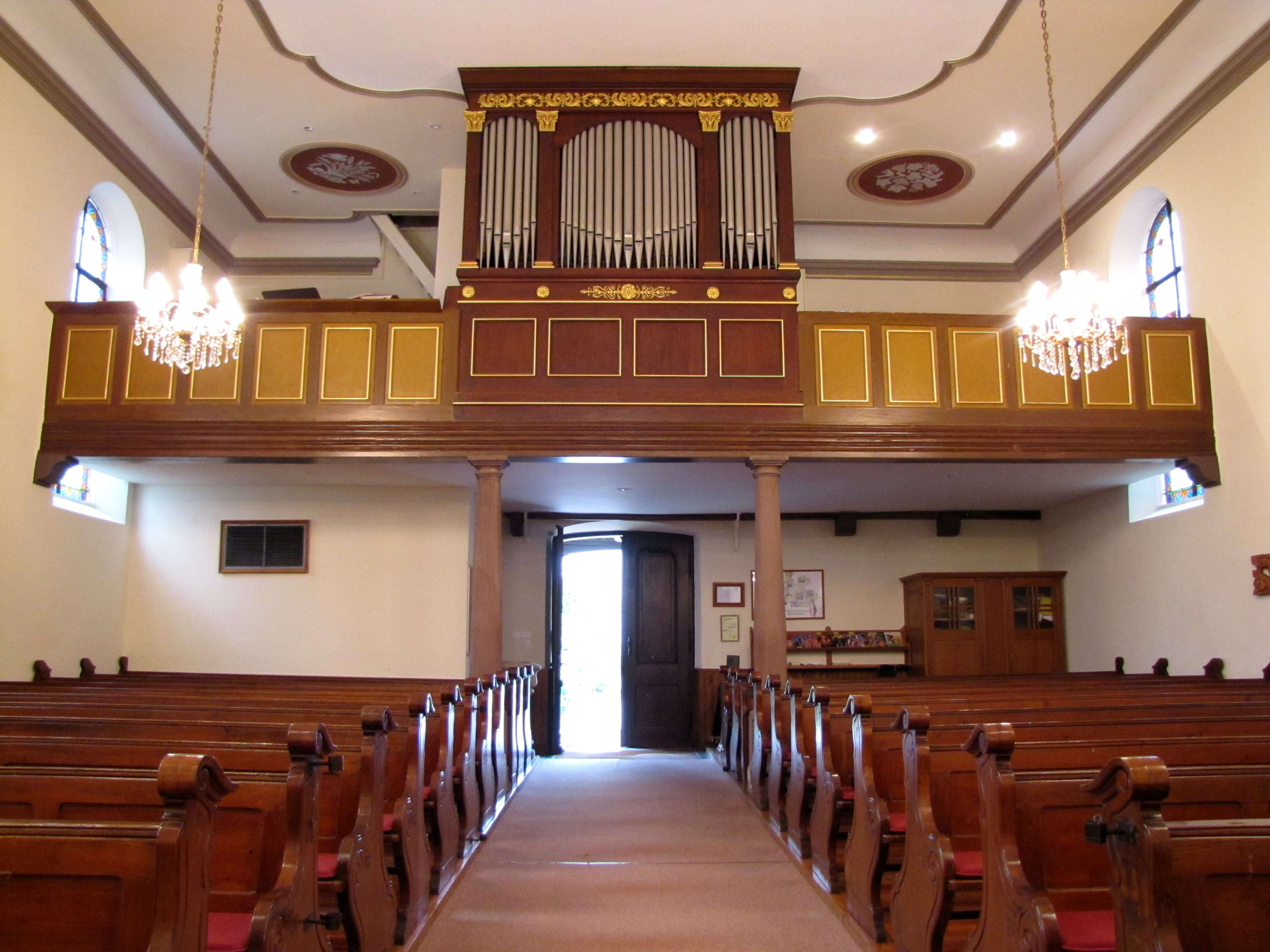
Орган (1860)